# Mito do Ataíde
O mito do Ataíde é uma lenda da Região Norte do Brasil de origem indígena sobre uma entidade mitologia protetora do mangue e biodiversidade em comunidades tradicionais da região do município brasileiro de Bragança.

## Características
A entidade é protetora da vegetação do mangue e dos catadores de carangueijo neste bioma. Este é formado por braços longos, boca situada no peito e, genitália grande.